# Палиастоми
Палиастоми (Палеостоми) (на грузински: პალიასტომი – Палиастоми) е реликтово езеро-лагуна в Колхидската низина, в долината на река Риони, Западна Грузия. Намира се в непосредствена близост до Черно море и е по-скоро плитка лагуна, тъй като е свързано с него чрез къс канал. Включено е в състава на Колхидския резерват и е единственият „воден“ национален парк в страната. В близост до езерото, в устието на Риони, е разположен пристанищният град Поти, един от най-древните грузински градове. По езерото е развито корабоплаване.

## Описание
Палиастоми е разположено на 0,3 м надморска височина с площ от 18,2 км². Средната му дълбочина е 2,6 м, а максималната – 3,2 м. До 1933 г. то е напълно пресноводно. По време на комунизма е свързано с Черно море чрез тесен, изкуствено прокопан канал и промяната на водното ниво предизвиква някои проблеми при водната флора и фауна. Този излаз към морето го превръща в отворена лагуна. Водата му вече е от морски тип, опреснявана в зоната на вливане на две реки – Пичора (Фечора) и Капарча. Характеризира се с голяма концентрация на торфени отлагания и сероводород.
Дъното на езерото е покрито с лечебен сапропел, разпаден продукт от растения и живи организми, планктон и хумусна почва, който се натрупва в долната част на сладководни, застояли водоеми. Учените считат, че химическият му състав позволява да бъде препоръчван за производство на лечебни препарати.

## Климат
Климатът е горещ, влажен, субтропичен, с горещо лято и безснежна зима. Водата в езерото никога не замръзва. Средната ѝ температура е 4 °С, а през юли и август достига до 25 °С, максимум 31 °С. 

## История
Някои историци предполагат, че на брега на езерото се е намирал древногръцкия град Фасис, възникнал през 6 век пр.н.е. като милетска колония. Съществуването на такъв град се потвърждава за първи път, след като край град Поти е намерена сребърна чаша с надпис на гръцки език, гласящ „Аз принадлежа на Аполон-Предводителя от Фасис“.
След сериозно проучване на древногръцки трудове се оказва, че селището е упоменато в произведения на Платон, Страбон и много други. Флавий Ариан, Плиний и Клавдий Птолемей пишат за него като за град, разположен на брега на езеро. Споменаването му в толкова много произведения се приема като доказателство, че Фасис наистина е съществувал, но не е уточнено със сигурност точно къде се е намирал.
Във връзка с предполагаемото съществуване на град Фасис, през 1985 г. е проведена експедиция за изследване дъното на езерото и неговата околност. На дълбочина малко над 2 м под водата е намерена каменна стена с дължина 20 м и дебелина над метър. Освен това в северозападната му част са открити следи от още едно древно селище, датирано към 3 – 7 век пр.н.е.. Останките му под водата заемат територия от около 800 м2. От езерото е извадено голямо количество разнообразни изделия, сред които керамика от различни епохи. Намерен е и древен гроб с човешки останки.

## Флора и фауна
Водата на езерото служи като местообитение на около 90 вида риба, което го прави популярно сред любителите рибари. Интерес представлява и голямото количество птици, обитаващи бреговете му по време на миграционния период и през зимата. В останалото време видовете значително намаляват.
Висшата водна растителност в езерото е представена от 17 вида. Растенията, които частично покриват крайбрежната ивица, на някои места са разпростират на 50 м към вътрешността. Заемат около 5 – 6 хектара от водната площ със средна мокра биомаса 2,9 кг/м2, което прави общата им маса приблизително равна на 75 000 – 145 000 т.
Съотношението между водораслите от различните групи зависи от солеността на водата, като доминантна е пресноводната растителност. Същото се отнася и за зоопланктона. Фитопланктонът съдържа 203 таксона. В зависимост от солеността на околната среда съставът му се разпределя на полихолин – 45 вида, мезохолин – 28 и олигохолин – 115. Бентосът се състои от 3 главни групи – реликти от Понто-Арало-Каспийския басейн (Pontogammarus robustoides, Chaetogammarus ischnus), Черноморски (Nereis succinea, Mercierella enigmatica, Balanus improvisus, Meso-podopsis slabbery, Hydrobia sp., Cardium sp.) и пресноводни, способни да понесат съществуващата соленост.

## Легенда
На мястото на езерото някога е съществувал град Палиастоми. В него се издигала църква, в която пазели ценна икона на Божията майка. Жителите на града обаче били толкова покварени, че въпреки светостта на храма, започнали да влизат в него на кон. За да предотврати това, Бог намалил височината на вратите, така че да е невъзможно конник да влезе, качен на седлото. Тогава жителите на града започнали да слизат от конете при входа, но въпреки това ги въвеждали вътре за повода. Бог, желаейки те да влязат в църквата без коне, да се наведат надолу и да му се поклонят, намалил още повече височината на вратите. Жителите на града наистина започнали да оставят конете в двора, но не се привеждали пред входа, а се промъквали седейки, с краката напред в църквата. След тази обида и виждайки непоправимостта на жителите, Бог решил да потопи града, заедно с хората в него. Само един човек на име Кико пазел благочестие, затова Бог му наредил да вземе иконата и да се отдалечи от селището. Веднага след това градът изчезнал под водите на новопоявилото се езеро, а Кико отнесъл иконата в село Шемокмеди и се заселил там.